# 동복 가수리 짐대제
동복 가수리 짐대제는 대한민국 전라남도 화순군 동복면 가수리에 있다. 2003년 12월 2일 화순군의 향토문화유산 제17호로 지정되었다.